# Krystian Barański
Krystian Barański (ur. 23 września 1987 w Toruniu) – polski żużlowiec.

## Kariera sportowa
Licencję uzyskał w barwach GTŻ Grudziądz pod koniec sezonu 2004, co sprawiło, że w swoim pierwszym sezonie nie miał zbyt wielu okazji do startów. Udało mu się jednak zadebiutować w lidze i regionalnych rozgrywkach młodzieżowych. W sezonie 2005 awansował do finału Młodzieżowych Indywidualnych Mistrzostw Polski, w którym zajął XV miejsce. W 2005 i 2006 r. był podstawowym juniorem GTŻ-tu Grudziądz. W 2007 r. występował w  Lotosie Gdańsk.